# キーシュ
キーシュ（ウクライナ語: Кіш）は、ウクライナで以下のようなものを示す名詞である。本来はテュルク語で「陣地・陣営」という意味を持つ koš / goš から来ている。
- 11世紀-16世紀: 南ウクライナの黒海北岸において、クマン人を始めとする遊牧民の駐屯地。また、遊牧民と接触にあった南方ルーシ（北ウクライナ）の軍勢の陣営。
- 15世紀-18世紀: クリミア・タタール人の駐屯地（コーシュとも）。
- 16世紀-18世紀: ウクライナ・コサックの陣地。
- 17世紀-19世紀: ウクライナ・コサックの軍事的本拠地であるシーチの政府。選挙職の長官から構成されていた。普通選挙は、毎年、正月（1月1日）、生神女庇護祭の日（10月1日）、そして復活祭からの2・3日目の日に行われた。
- 1915年-1918年: 第一次世界大戦において、オーストリア帝国のウクライナ・シーチ銃兵隊の予備百人隊。正式名は、ウクライナ・シーチ銃兵隊のキーシュ（Кіш Українських Січових Стрільців）。
- 1917年-1921年: 第一次世界大戦において、ウクライナ人民共和国に属する自由コサックの軍事単位。師団に当たる。クリーニ、連隊、百人隊から構成される。
- 1917年-1918年: 第一次世界大戦において、ウクライナ人民共和国の軍団の一つ。正式には、スロボダ・ウクライナのハイダマーク・キーシュ（Гайдамацький Кіш Слобідської України）。